# Яндеба (присілок)
Яндеба (рос. Яндеба) — присілок у Подпорозькому районі Ленінградської області Російської Федерації.
Населення становить 20 осіб. Належить до муніципального утворення Подпорозьке міське поселення.

## Історія
Згідно із законом від 1 вересня 2004 року № 51-оз належить до муніципального утворення Подпорозьке міське поселення.

## Населення
| 1873 | 1905 | 1958 | 1997 | 2007 | 2010 |
| ---- | ---- | ---- | ---- | ---- | ---- |
| 7    | ↗56  | ↗259 | ↘51  | ↘28  | ↘20  |